# لنیانو
شهر  لنیانو (به ایتالیایی: Legnano) با جمعیت ۵۶٬۹۴۲ نفر  در استان میلان در ناحیه لمباردی در شمال کشور ایتالیا واقع شده‌است.